# Campodorus nikandrovskii
Campodorus nikandrovskii là một loài tò vò trong họ Ichneumonidae.